# Línea 11 (Metro de Nápoles)
La línea 11, llamada también línea Arcobaleno (arco iris en italiano, por causa de los colores característicos de sus estaciones) es una línea del Metro de Nápoles operada por Ente Autonomo Volturno. Esta línea es la antigua "Alifana Bassa", una línea de ferrocarril de vía estrecha cerrada en 1976, reconvertida en metro.
Su camino suburbano totalmente subterráneo hace que sea el primer metro interprovincial de Italia, porque conecta a la ciudad de Nápoles y su Ciudad metropolitana con la Provincia de Caserta, donde se encuentran las estaciones de Aversa Centro y Aversa Ippodromo.

## Material rodante
Después de su inauguración en 2005 tenía solo un tren tomado de la Línea 1 del metro de Nápoles que efectuaba el camino Piscinola-Mugnano. En 2009, con la extensión de la línea hasta Aversa, nuevos trenes fueron comprados. Son trenes MA 100, ya utilizados en la línea A del metro de Roma, renovados por la ocasión.

## Lista de las estaciones
| Parada                   | Inauguración | Conexiones          | Notas           |
| ------------------------ | ------------ | ------------------- | --------------- |
| Di Vittorio              | -            |                     | en construcción |
| Secondigliano            | -            |                     | en construcción |
| Regina Margherita        | -            |                     | en construcción |
| Miano                    | -            |                     | en construcción |
| Piscinola-Scampia        | 2005         | Metro de Nápoles L1 |                 |
| Mugnano                  | 2005         |                     |                 |
| Melito                   | -            |                     | en construcción |
| Giugliano                | 2009         |                     |                 |
| Aversa Ippodromo         | 2009         |                     |                 |
| Aversa Centro            | 2009         |                     |                 |
| Teverola Centro          | -            |                     | en construcción |
| Teverola ASI             | -            |                     | en construcción |
| Capo Spartivento         | -            |                     | en construcción |
| Macerata Campania        | -            |                     | en construcción |
| Santa Maria Capua Vetere | -            |                     | en construcción |

## Galería de fotos

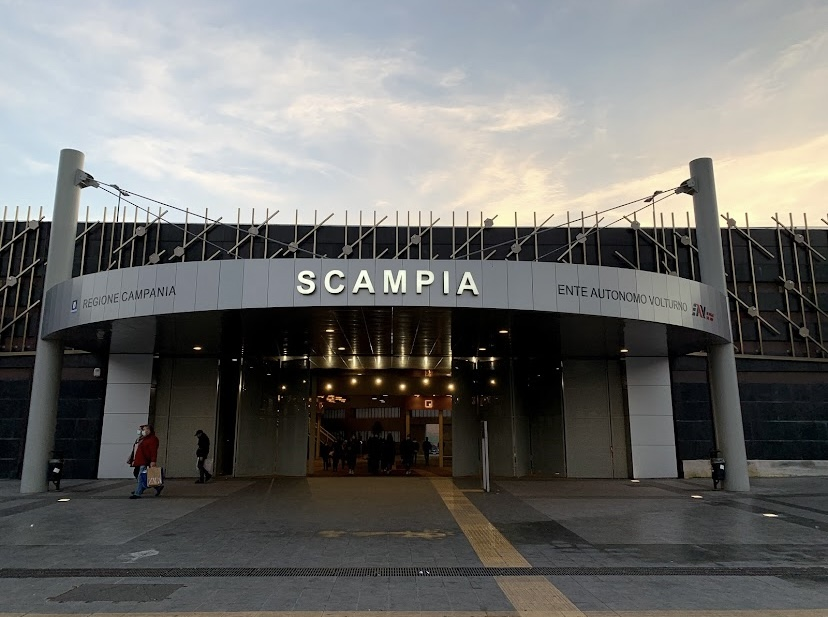
Piscinola-Scampia
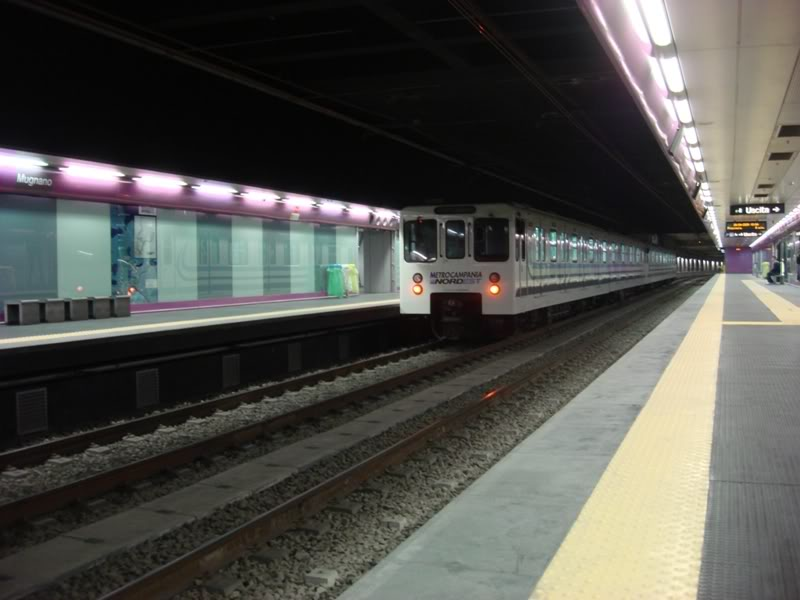
Mugnano
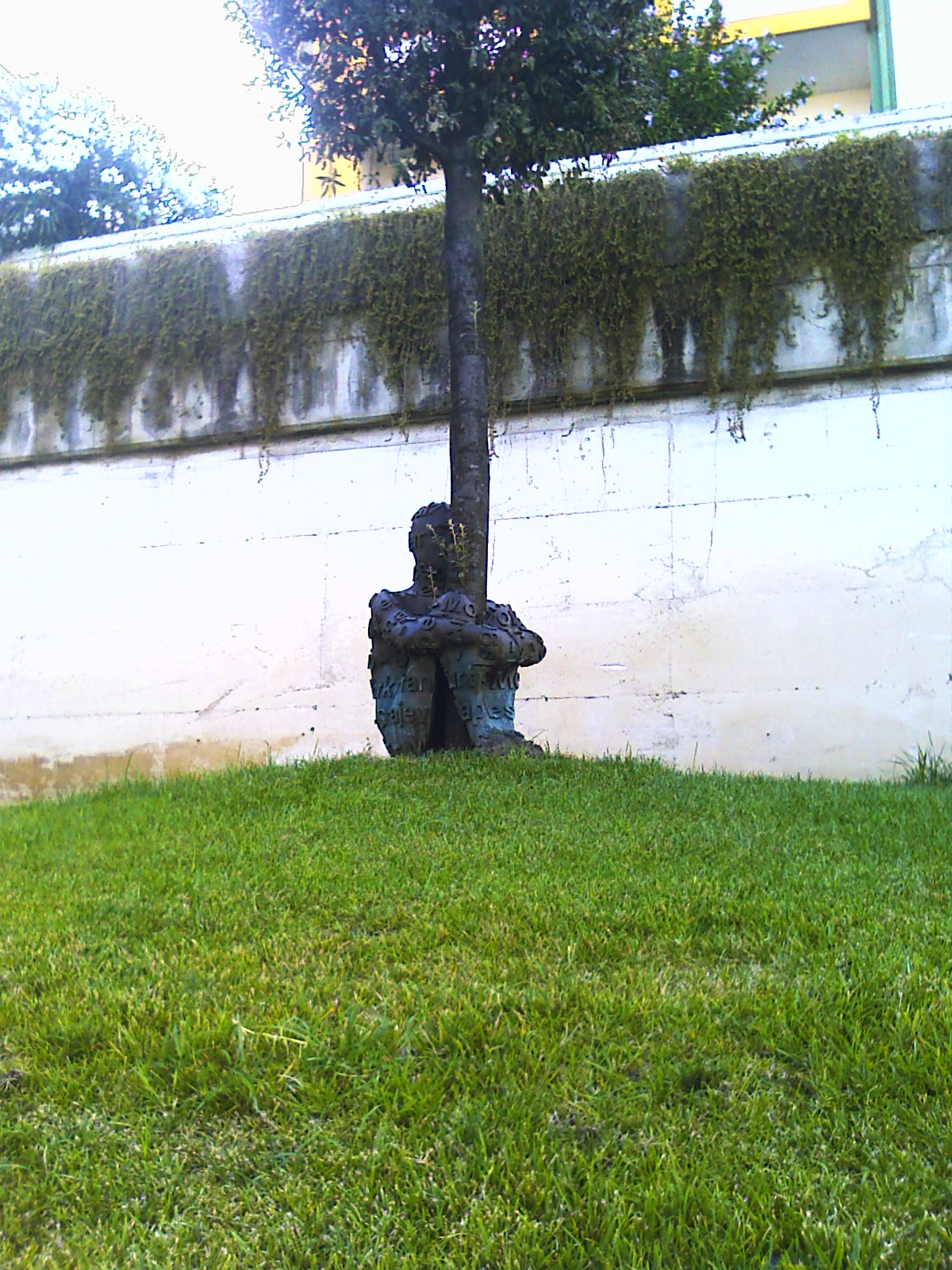
Giugliano
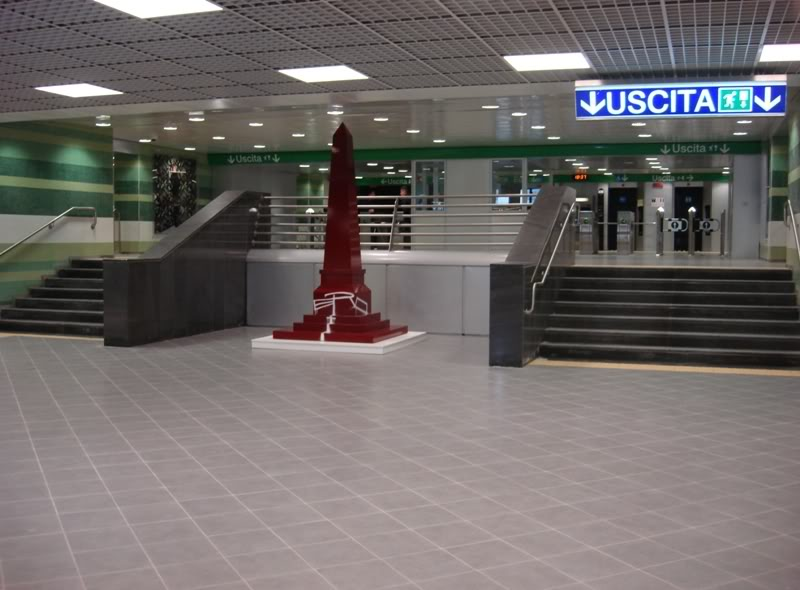
Aversa Ippodromo
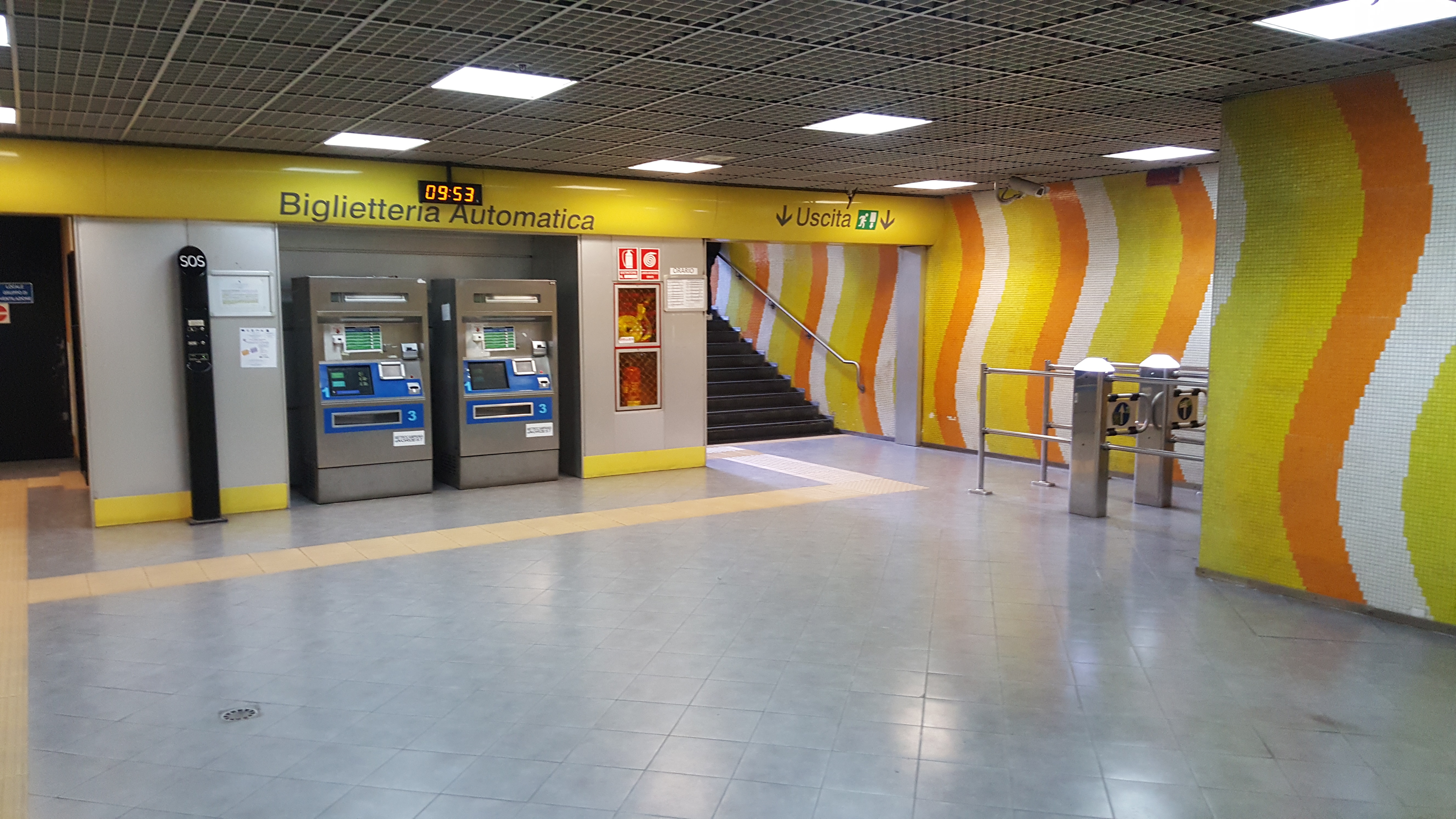
Aversa Centro

- Datos: Q3832713
- Multimedia: Line 11 (Naples Metro) / Q3832713